# Dean Norris

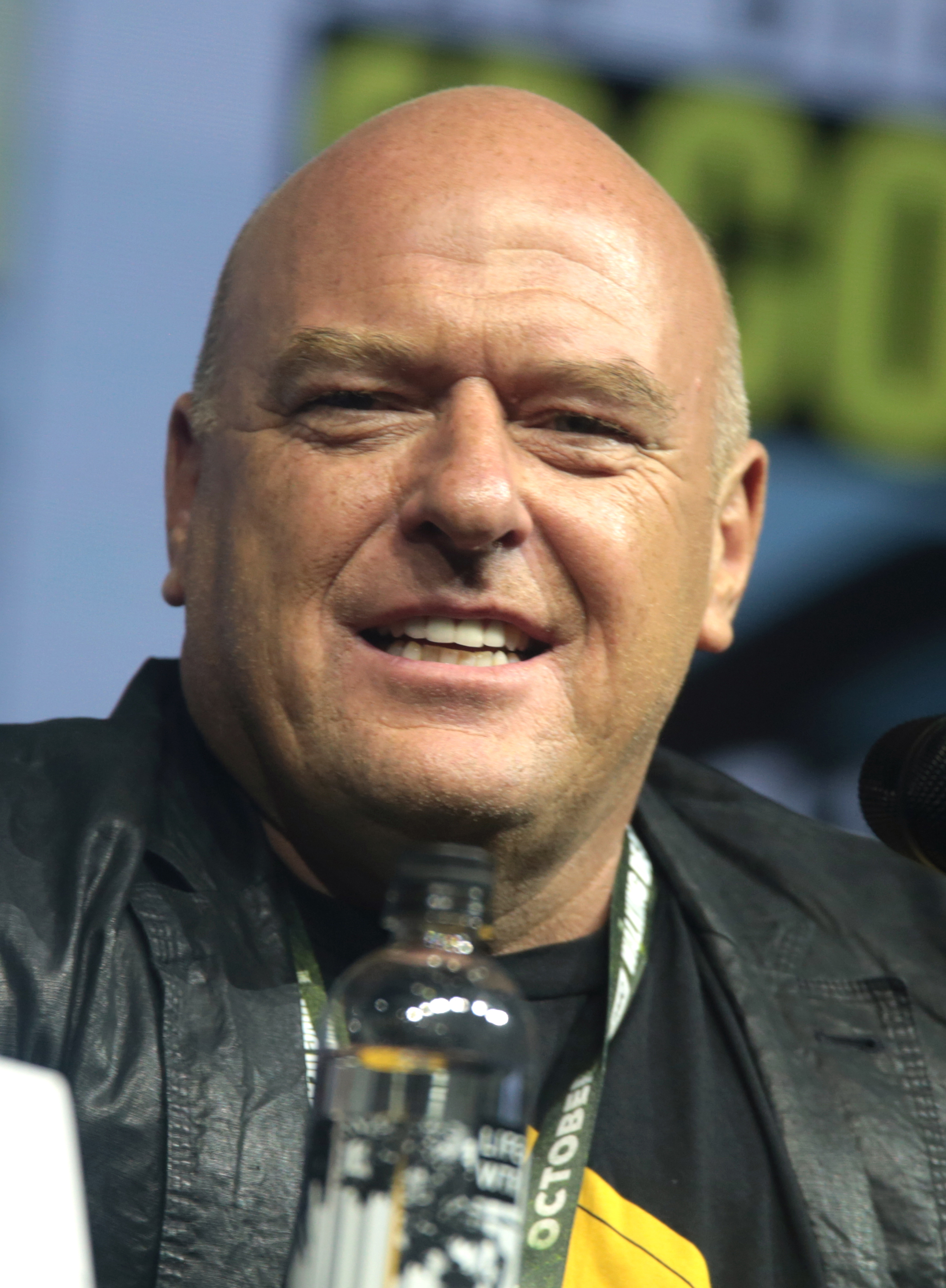
Dean Norris (2018)

Dean Joseph Norris (* 8. April 1963 in South Bend, Indiana) ist ein US-amerikanischer Schauspieler. Er wurde bekannt durch die Rolle des DEA-Agent Hank Schrader in den Serien Breaking Bad (2008–2013) und Better Call Saul (2020).

## Leben und Wirken
Dean Norris wurde 1963 in Indiana geboren. Er machte seinen College-Abschluss an der Harvard University und besuchte die Royal Academy of Dramatic Art in London.
Anfang der 1980er Jahre begann er seine Karriere als Film- und Fernsehschauspieler. Seitdem hat er in vielen Kino- und Fernsehfilmen sowie -serien oft Polizisten, Militärangehörige und weitere Sicherheitsbeamte oder Mitarbeiter amerikanischer Strafverfolgungsbehörden dargestellt (rund 40 Produktionen bis 2018). Daher bezeichnete er sich selbst einmal als Alphabet actor – CIA, DEA, FBI, LAPD …
Einem breiten Publikum wurde ab 2008 durch die Fernsehserie Breaking Bad bekannt. Darin spielt er den pragmatisch denkenden, etwas rüpelhaften, hartnäckigen DEA-Ermittler Hank Schrader, der Schwager der kriminellen Hauptfigur Walter White. Von 2013 bis 2015 hatte er eine der Hauptrollen in Under the Dome inne, die auf dem im Original gleichnamigen Roman Die Arena von Stephen King basiert.

## Filmografie (Auswahl)
- 1981: Beyond Our Control (Fernsehserie)
- 1985: Blind Alleys (Fernsehfilm)
- 1987: Der Equalizer (The Equalizer, Fernsehserie, Folge 3x11)
- 1988: Ein Bulle aus Granit (Police Story: Gladiator School, Fernsehfilm)
- 1989: Brennpunkt L.A. (Lethal Weapon 2)
- 1989: Police Academy 6 – Widerstand zwecklos (Police Academy 6: City Under Siege)
- 1990: Hard to Kill
- 1990: Montana (Fernsehfilm)
- 1990: Die totale Erinnerung – Total Recall (Total Recall)
- 1990: Gremlins 2 – Die Rückkehr der kleinen Monster (Gremlins 2: The New Batch)
- 1990: 24 Stunden in seiner Gewalt (Desperate Hours)
- 1991: Visionen des Schreckens (Murderous Vision, Fernsehfilm)
- 1991: Terminator 2 – Tag der Abrechnung (Terminator 2: Judgment Day)
- 1992: Scheidung per Mord (Till Death Us Do Part, Fernsehfilm)
- 1992: Der Rasenmähermann (The Lawnmower Man)
- 1993: Die Firma (The Firm)
- 1993: Full Eclipse (Fernsehfilm)
- 1993–1994: New York Cops – NYPD Blue (NYPD Blue, Fernsehserie, 4 Folgen)
- 1994: Jailbait
- 1994: Die letzte Verführung (The Last Seduction)
- 1994: Eine schrecklich nette Familie (Married… with Children, Fernsehserie, Folge 9x10)
- 1995: Gieriges Verlangen (Number One Fan)
- 1995: Akte X – Die unheimlichen Fälle des FBI (The X-Files, Fernsehserie, Folge 2x22)
- 1995: Safe
- 1995: Money Train
- 1995–1996: Murder One (Fernsehserie, 3 Folgen)
- 1995–2002: JAG – Im Auftrag der Ehre (JAG, Fernsehserie, 3 Folgen, verschiedene Rollen)
- 1996: Innocent Victims (Fernsehfilm)
- 1996: Verführung zum Mord (Seduced by Madness: The Diane Borchardt Story, Fernsehfilm)
- 1996: Zur Lüge gezwungen (Forgotten Sins, Fernsehfilm)
- 1996: Dark Skies – Tödliche Bedrohung (Dark Skies, Fernsehserie, Folge 1x09)
- 1997: Gattaca
- 1997: Starship Troopers
- 1997, 1999: Nash Bridges (Fernsehserie, 2 Folgen, verschiedene Rollen)
- 1997, 2000: Pretender (The Pretender, Fernsehserie, 2 Folgen, verschiedene Rollen)
- 1997: Mit vollem Einsatz (On the Line, Fernsehfilm)
- 1998: Verhandlungssache (The Negotiator)
- 1998: Without Limits
- 1998: Mr. Murder – Er wird dich finden … (Mr. Murder)
- 1998: Emergency Room – Die Notaufnahme (ER, Fernsehserie, Folge 5x03)
- 1999: Sonic Blast – Showdown in den Wolken (Sonic Impact)
- 1999: Meyer Lansky – Amerikanisches Roulette (Lansky, Fernsehfilm)
- 1999: Charmed – Zauberhafte Hexen (Charmed, Fernsehserie, Folge 2x07)
- 2000: Dreimal ist einmal zuviel (3 Strikes)
- 2000: The Cell
- 2001: Boston Public (Fernsehserie, Folge 1x16)
- 2001: Six Feet Under – Gestorben wird immer (Six Feet Under, Fernsehserie, Folge 1x04)
- 2001: The One
- 2003: 24 (Fernsehserie, Folgen 2x15–2x16)
- 2004: Crossing Jordan – Pathologin mit Profil (Crossing Jordan, Fernsehserie, Folge 3x12)
- 2004: Navy CIS (NCIS, Fernsehserie, Folge 1x12)
- 2004: Boston Legal (Fernsehserie, Folge 1x03)
- 2004: Category 6 – Der Tag des Tornado (Category 6: Day of Destruction)
- 2004–2011: CSI: Vegas (CSI: Crime Scene Investigation, Fernsehserie, 4 Folgen, verschiedene Rollen)
- 2005: Without a Trace – Spurlos verschwunden (Without a Trace, Fernsehserie, Folge 3x12)
- 2005: American Gun
- 2005: Over There – Kommando Irak (Over There, Fernsehserie, Folge 1x08)
- 2005–2006: The West Wing – Im Zentrum der Macht (The West Wing, Fernsehserie, 2 Folgen)
- 2005–2010: Medium – Nichts bleibt verborgen (Medium, Fernsehserie, 4 Folgen, verschiedene Rollen)
- 2006: Cold Case – Kein Opfer ist je vergessen (Cold Case, Fernsehserie, Folge 3x20)
- 2006: Little Miss Sunshine
- 2006: Nip/Tuck – Schönheit hat ihren Preis (Nip/Tuck, Fernsehserie, Folge 4x04)
- 2007: Grey’s Anatomy (Fernsehserie, Folgen 3x15–3x16)
- 2007: Evan Allmächtig (Evan Almighty)
- 2007: Nach 7 Tagen – Ausgeflittert (The Heartbreak Kid)
- 2007: The Unit – Eine Frage der Ehre (The Unit, Fernsehserie, Folgen 3x01–3x02)
- 2008: Saving Grace (Fernsehserie, Folge 2x01)
- 2008: Terminator: The Sarah Connor Chronicles (Fernsehserie, 2 Folgen)
- 2008: Linewatch
- 2008–2013: Breaking Bad (Fernsehserie, 51 Folgen)
- 2009: Lost (Fernsehserie, Folge 5x13)
- 2009: True Blood (Fernsehserie, Folge 2x04)
- 2010: Lie to Me (Fernsehserie, Folge 2x21)
- 2010: Woher weißt du, dass es Liebe ist (How Do You Know?)
- 2010: Criminal Minds (Fernsehserie, Folge 5x20)
- 2010: The Glades (Fernsehserie, Folge 1x06)
- 2011: The Defenders (Fernsehserie, Folge 1x13)
- 2011: CSI: NY (Fernsehserie, Folge 8x04)
- 2011: Castle (Fernsehserie, Folge 4x07)
- 2011: The Mentalist (Fernsehserie, Folge 4x08)
- 2011: Prom – Die Nacht deines Lebens (Prom)
- 2011: Vergiss nie, dass ich dich liebe
- 2011: Im Rausch: Die Geschichte der Drogen (The Stoned Ages, Dokumentarfilm)
- 2012: Get the Gringo
- 2012: Body of Proof (Fernsehserie, Folge 2x18–2x19)
- 2012: Eagleheart (Fernsehserie, Folge 2x04)
- 2013: Frozen Ground (The Frozen Ground)
- 2013: The Counselor
- 2013–2015: Under the Dome (Fernsehserie, 39 Folgen)
- 2014: Small Time
- 2014: #Zeitgeist (Men, Women & Children)
- 2015: Remember
- 2015: Vor ihren Augen (Secret in Their Eyes)
- 2015: Unbreakable Kimmy Schmidt (Folge 1x10)
- 2016–2017: The Big Bang Theory (Fernsehserie, 5 Folgen)
- 2017: Fist Fight
- 2017: Girlboss (Fernsehserie, 5 Folgen)
- 2017: The Book of Henry
- 2017–2018: Scandal (Fernsehserie, 5 Folgen)
- 2017–2022: Claws (Fernsehserie, 40 Folgen)
- 2018: Death Wish
- 2018: Beirut
- 2019: The Act (Fernsehserie)
- 2019: Scary Stories to Tell in the Dark
- 2019: Glam Girls – Hinreißend verdorben (The Hustle)
- 2020: Better Call Saul (Fernsehserie, Folgen 5x03–5x04)
- 2020: Superstore (Fernsehserie, Folge 5x12)
- 2021–2022: United States of Al (Fernsehserie, 35 Folgen)
- 2023: Fool’s Paradise
- 2024: The Six Triple Eight
- 2024: Carry-On
- 2024: Law & Order: Organized Crime (Fernsehserie)
- 2024: Lass es, Larry! (Curb Your Enthusiasm, Fernsehserie, 1 Folge)
- 2024: Ghosts (Fernsehserie, 1 Folge)

## Auszeichnungen
- 2011: Nominierung für den Saturn Award in der Kategorie Bester TV-Nebendarsteller für seine Rolle in der Fernsehserie Breaking Bad
- 2012: Nominierung für den Screen Actors Guild Award in der Kategorie Bestes Schauspielensemble in einer Dramaserie für Breaking Bad
- 2013: Nominierung für den Screen Actors Guild Award in der Kategorie Bestes Schauspielensemble in einer Dramaserie für Breaking Bad
- 2014: Auszeichnung für den Screen Actors Guild Award in der Kategorie Bestes Schauspielensemble in einer Dramaserie für Breaking Bad